# Treynor
Treynor és una població dels Estats Units a l'estat d'Iowa. Segons el cens del 2000 tenia 950 habitants.

## Demografia
Segons el cens del 2000, Treynor tenia 950 habitants, 362 habitatges, i 274 famílies. La densitat de població era de 621,7 habitants/km².
Dels 362 habitatges en un 37% hi vivien nens de menys de 18 anys, en un 63,5% hi vivien parelles casades, en un 8,8% dones solteres, i en un 24,3% no eren unitats familiars. En el 22,7% dels habitatges hi vivien persones soles el 14,6% de les quals corresponia a persones de 65 anys o més que vivien soles. El nombre mitjà de persones vivint en cada habitatge era de 2,62 i el nombre mitjà de persones que vivien en cada família era de 3,08.
Per edats la població es repartia de la següent manera: un 28,2% tenia menys de 18 anys, un 5,9% entre 18 i 24, un 26,7% entre 25 i 44, un 23,7% de 45 a 60 i un 15,5% 65 anys o més.
L'edat mediana era de 39 anys. Per cada 100 dones de 18 o més anys hi havia 96 homes.
La renda mediana per habitatge era de 56.696 $ i la renda mediana per família de 65.357 $. Els homes tenien una renda mediana de 41.771 $ mentre que les dones 25.577 $. La renda per capita de la població era de 22.118 $. Entorn de l'1,5% de les famílies i el 2,7% de la població estaven per davall del llindar de pobresa.

## Poblacions més properes
El següent diagrama mostra les poblacions més properes.